# Museo de la Fotografía de Charleroi
El Museo de la Fotografía (en idioma francés : Musée de la photographie) es un museo belga fundado en 1987 y situado en un antiguo monasterio neogótico en el barrio de Mont-sur-Marchienne de Charleroi (Bélgica). El uno de junio de 2008 se realizó una ampliación de un ala del edificio, a cargo del arquitecto Olivier Bastin, por lo que convirtió en el museo de fotografía más extenso de Europa.
En su colección permanente se pueden encontrar fotografías muy significativas como desnudos de Auguste Belloc que fue el primero en hacerlas, la conocida fotografía de François Aubert realizada tras el fusilamiento de Maximiliano I de México, una fotografía de las cataratas del Niagara que se atribuye a Platt D.Babitt y se encuentra entre las primeras realizadas en este lugar, varios daguerrotipos de Modeste Winandy en los que aparecen los habitantes de Marchienne-au-Pont en 1847, la fotografía de la luna realizada por Adolphe Neyt en 1869, el retrato de George Sand realizado en 1864 por Nadar, una fotografía titulada Sicile de Wilhelm von Gloeden, la fotografía titulada Nude, Point Lobos realizada por Edward Weston en 1936, varias fotografías de Henri Cartier-Bresson, la fotografía realizada en 1953 por Robert Doisneau y titulada L'accordéoniste, restaurant La Tartine, Le dos d'Astrid de Jeanloup Sieff, Huh yeh-Mei y su familia del chino Liang Kuo Lung realizada sobre 1990 y un largo etcétera.
Esta muestra de unas quinientas fotografías que están realizadas con diferentes técnicas como ambrotipia, copia a la albúmina, colodión húmedo y otras, junto a la excelente colección de daguerrotipos y de cámaras fotográficas antiguas ofrecen una buena visión de la historia de la fotografía.
Además realiza nueve exposiciones temporales y temáticas cada año existiendo en cada momento tres que se realizan de modo simultáneo y cada una de elas tiene una duración de cuatro meses.
En el museo se guardan todas las colecciones fotográficas de la Comunidad francesa de Bélgica y están depositados todos los reportajes fotográficos de los archivos de Valonia, para lo que dispone de una sala de archivo que mantiene una temperatura estable de 17 °C y una humedad del 42 % HR. También dispone de un servicio educativo, una biblioteca con más de trece mil ejemplares, un salón de actos, una librería y una cafetería.